# Vanessa Panzeri
Vanessa Panzeri (ur. 22 czerwca 2000 w Erbie) – włoska piłkarka, grająca na pozycji obrońcy.

## Kariera piłkarska

### Kariera klubowa
Wychowanka FCF Como 2000, w barwach którego rozpoczęła karierę piłkarską w roku 2015. W 2017 została piłkarką Juventusu Women, do którego została wypożyczona.

### Kariera reprezentacyjna
W 2015 debiutowała w juniorskiej reprezentacji Włoch U-17. Od 2017 broniła barw juniorskiej reprezentacji U-19.

## Sukcesy i odznaczenia

### Sukcesy piłkarskie
FCF Como 2000
- mistrz Serie B: 2015/16

Juventus Women
- mistrz Włoch: 2017/18, 2018/19
- zdobywca Pucharu Włoch: 2018/19